# Прабодхананда Сарасвати
Прабодхана́нда Сарасва́ти (IAST: Prabodhānanda Sarasvatī) — кришнаитский святой поэт, принадлежавший к гаудия-вайшнавизму, гаудия-сампрадае, живший в конце XV — первой половине XVI века.
Получил наибольшую известность как автор санскритских текстов, прославляющих Чайтанью, Радху-Кришну и Брадж. Его перу принадлежат «Чайтанья-чандрамрита», «Вриндавана-махимамрита», «Радхараса-судханидхи» и ряд других, менее объёмных трудов. В «Гаураганоддешадипике» Кавикарнапура называет Прабодхананду Сарасвати аватарой гопи по имени Тунгавидья.